# Hund (redskab)
 For alternative betydninger, se Hund (flertydig). (Se også artikler, som begynder med Hund)
En hund er et meget brugt redskab inden for transport- og lagerbranchen, og især blandt flyttemænd.
Redskabet består af en plade med små hjul under, som man bruger når man flytter tunge ting der ikke selv har hjul, og som muligvis ikke kan håndteres med en palleløfter eller en sækkevogn. Eventuelt sættes en hund under hver ende eller hvert hjørne, hvis emnet er for stort til at balancere på en enkelt hund.
Ofte er redskabet hjemmelavet, men mange chauffører har fundet ud af at de små gule vogne der bruges til levering af mælkekasser er udmærkede til andre emner, og disse gule plastic-hunde ses i mange flyttebiler og distributionsbiler.